# パノス・エスペラント GTR-1

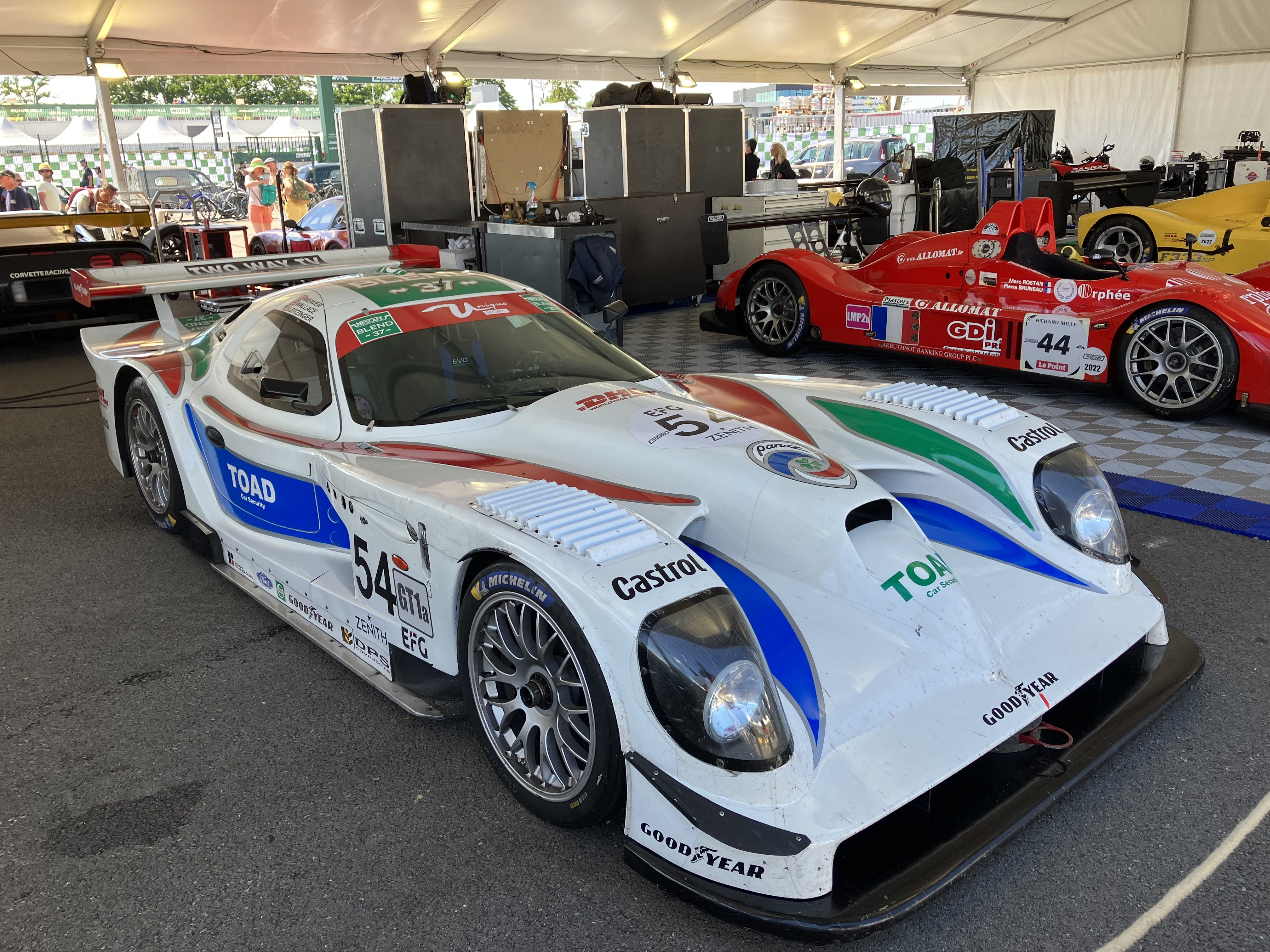
パノズ・エスペラント GTR-1（2022年ル・マンクラシック）

パノス・エスペラント GTR-1（パノス・エスペランテ GTR-1、パノス・GTR-1、後にパノス・GTPとしても知られる）は、1997年にグランドツアラーの耐久レースの為に、パノス・オートデベロップメントとレイナード・モータースポーツによって開発されたレーシングカー。パノス・エスペラントロードスターにちなんで名付けられたが、GTR-1は実際には生産車のエスペラントとメカニズムの関係性は無く、代わりに特徴的なスタイリングポイントのみを共有していた。規定によって定められた公認を満たすために、ロードバージョンのGTR-1が2台のみ製造された。
GTR-1は、ヨーロッパでのFIA GT選手権とル・マン24時間レース、北米でのIMSA GT選手権、USRRC、アメリカン・ル・マン・シリーズに出場した。

## 開発

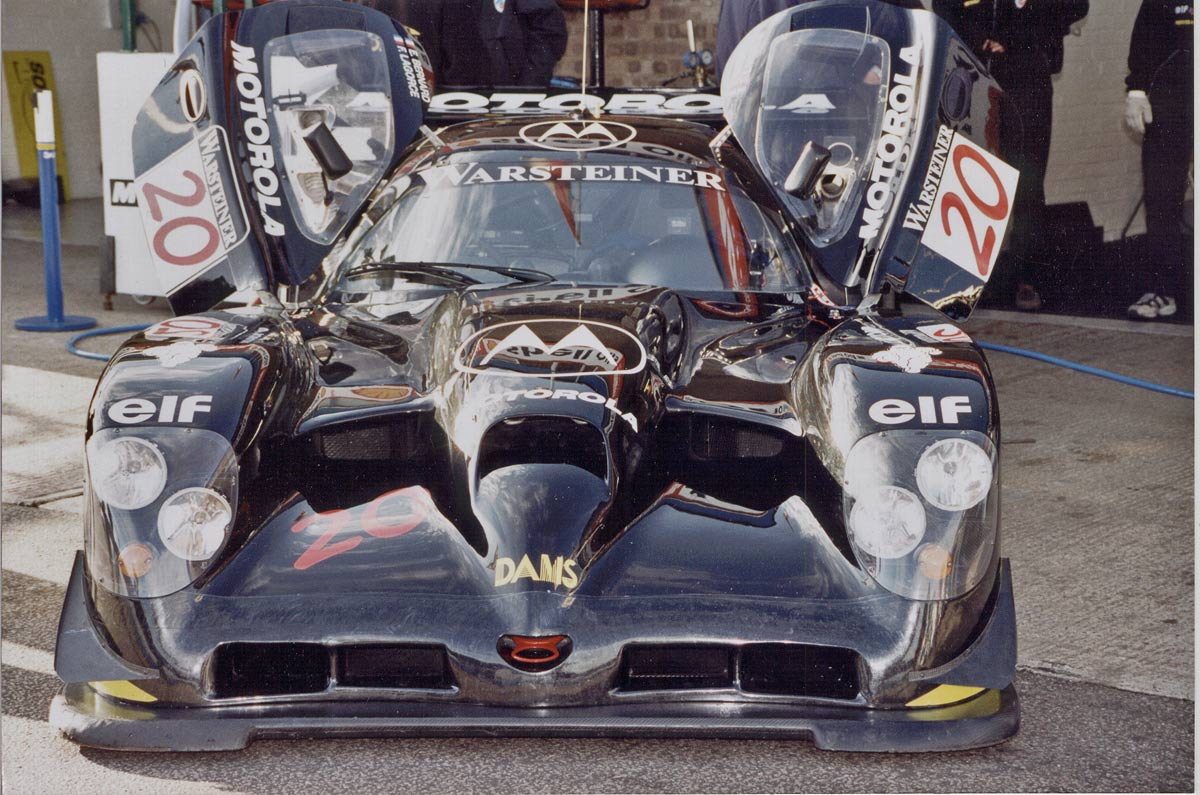
パノス・エスペラント GTR-1 (1997年)

1996年から、レイナード・モータースポーツの特殊車両部門はパノスと協力して、1997年に開催されるFIA GT選手権に向けたグランドツアラースタイルのレーシングカーの開発を開始した。ロードカーのエスペラントと同様に、何らかの形でアメリカンスタイルのデザインを反映させたいと主張したパノス創業者の父で出資者でもあるドン・パノスの意向もあり、エスペラントGTR-1はリアミッドシップが主流のGT1マシンにおいて、フロントエンジンという異なる特徴を持つことになった。
エンジンをフロントアクスルの後ろに搭載するフロントミッドシップレイアウトによって、前後の重量配分が改善されたほか、ロングノーズや奥まったコックピットなど、特徴的なプロポーションが与えられた。ノーズの中央に大きく膨らんだインテークを持つ得意な外観から、「バットモービル」というニックネームで呼ばれた。1998年にはダウンフォースとハンドリング能力を高めるために、フロントとリアのが長くなった。
エンジンは、パノスはエスペラントで使用されたものと同様のフォードV8エンジンを使用して、アメリカンカーを維持しようとした。パノスは、標準の32バルブDOHC 4.6L V8から、NASCARのラウシュ・フェンウェイ・レーシングに依頼し製作された、フォードエンジンをベースにした6.0L V8エンジンを搭載した。パノスのエラン・モータースポーツ・テクノロジーズでV8エンジンをメンテナンスし、開発を続けた。
GT1カテゴリーは公道走行が可能な市販車に基づいていなければならないというホモロゲーションが存在するため、これを満たすために内装とわずかな変更を加えて合法的に登録できる1台のGTR-1が製作された。規定によりエンジン排気量を変更できるため、レース用の6.0L V8の代わりにわずかに小さい5.3L V8を搭載している。この車はドン・パノスが所有した。

### Q9ハイブリッド
1998年、パノスは英国の企業ザイテックと、エスペラントGTR-1用のハイブリッドカーのモーターを開発することで合意した。「スパーキー」の愛称で呼ばれるQ9GTR-1ハイブリッドは、パノス、レイナード、ザイテックによって製造され、1998年シーズンにデビッド・プライス・レーシングによって開発された。ハイブリッドを表して、車は大きな黄色の稲妻にユニークな紫色の塗装になった。
加速時に後輪を駆動するのに役立つ電気モーターを使用することで、車の燃費を向上させることができるため、ガソリンエンジンからの燃料消費量も少なくなるという考えだった。車は電気モーターに電力を供給するためにバッテリーのセットを必要とする。バッテリーを充電するには、回生ブレーキシステムが使用され、同じ電気モーターが発電に使用される。これにより、ブレーキからの熱として通常放出されるエネルギーの浪費を減らすことができる。したがって、燃料の使用量を減らすことで、ル・マン24時間レースなどの耐久レースでのピットストップを減らすことができ、より長い距離を走ることができる。

## レース戦績

### 1997年

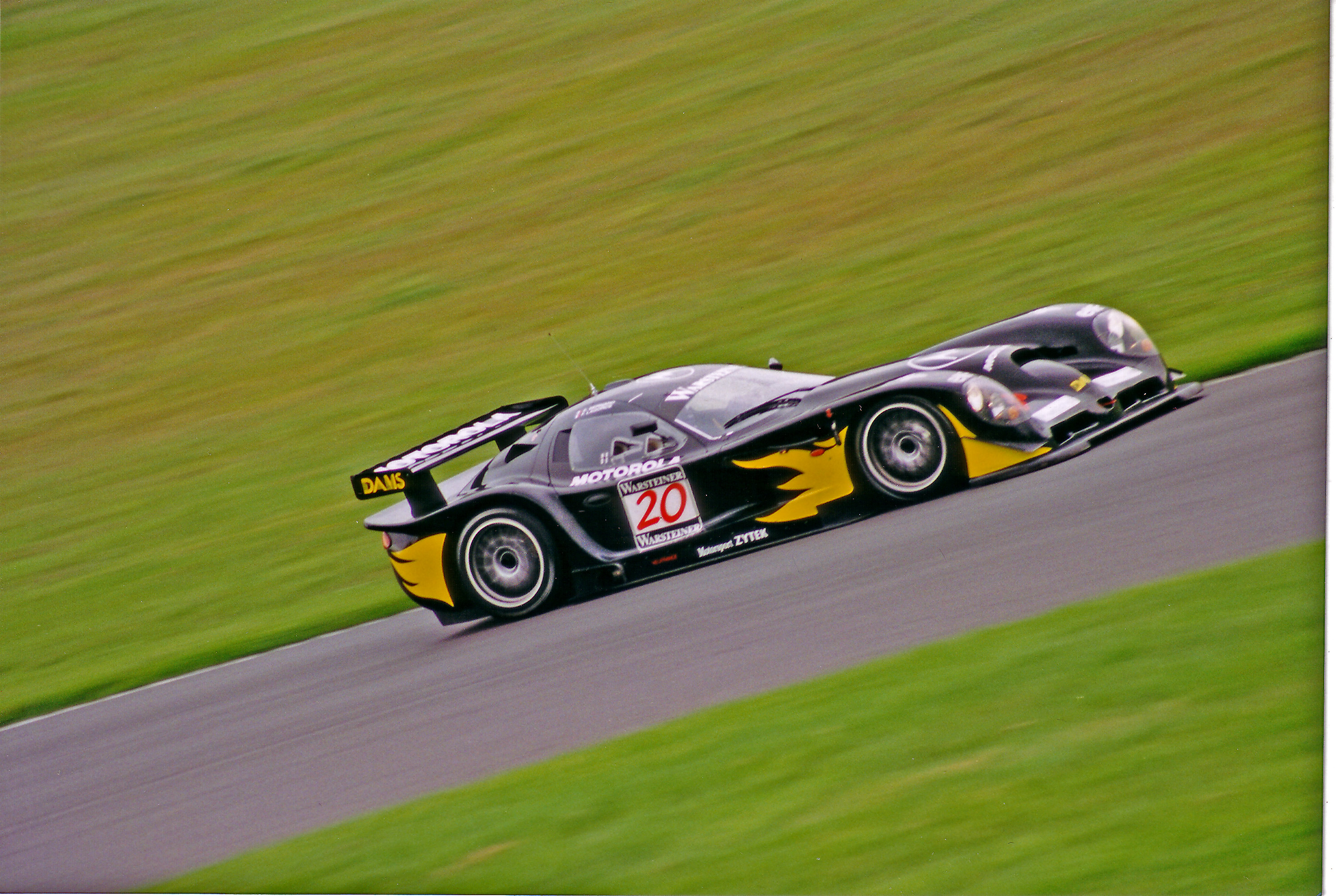
FIA GT選手権でのDAMS パノス・GTR-1

合計6台のエスペラントGTR-1が、パノス、フォード、レイナードの協力によって製造され、3つのチームに分けられた。パノスは、米国での自社のワークスチームに2台の車を使用した。ヨーロッパではフランスのチーム、DAMSは2台の車を受け取り、イギリスのチーム、デビッド・プライス・レーシングは同じく2台を使用した。車はIMSA GT選手権のセブリング12時間レースでデビューしたが、108周後にリタイヤ。一方、デビッド・プライスの最初のエスペラントGTR-1は、FIA GT選手権のホッケンハイムリンクでデビューし、マクラーレンとポルシェのライバルに次ぐ総合11位でフィニッシュした。DAMSの車は、1ラウンド後のシルバーストン・サーキットでデビューしたが、完走できなかった。
3つのチーム中、パノスのファクトリーチームはロード・アトランタで最初の成功を収め、GTS-1クラスで優勝した。これに続いて、ワトキンズ・グレン6時間レースでもGTS-1クラスで優勝し、総合優勝したプロトタイプからわずか2ラップ遅れ、総合3位でフィニッシュした。ファクトリーチームはこれに続いて、ソノマ・レースウェイとラグナセカでGTS-1クラスで優勝した。パノスはそのシーズンのコンストラクターズで、ポルシェに次ぐ2位でフィニッシュした。
しかしヨーロッパでは、エスペラントGTR-1は苦しんでいた。DAMSはチャンピオンシップでポイントを獲得できなかったが、デビッドプライスはFIA GT選手権のセブリングで3位になり、チームはチャンピオンシップで6位になった。
ル・マン24時間レースでは、デビッド・プライスとDAMSが3台のGTR-1を投入した。残念ながら、主にエンジントラブルのために、どの車もフィニッシュできなかった。DAMSのマシンは焼け、シャーシ＃005が破損、交換が必要になった。

### 1998年
1998年は、進化したボディワークのエスペラントGTR-1になり、プログラムは拡大された。パノス・ファクトリーチームは、IMSA GT選手権だけでなく、新たにUSRRCにも参戦。DAMSはFIA GT選手権に継続参戦し、デビッドプライスはル・マン24時間レース用のエスペラントGTR-1 Q9の開発で参戦中断した。
USSRCでは、パノス・ファクトリーチームがGT1クラスでポルシェと激しく戦い、シーズン5戦のうち3戦でクラス優勝し、チームタイトルを獲得したものの、メーカータイトルではわずか3ポイントでポルシェに敗れた。IMSA GT選手権では、秋の雨の中でのセブリングでの総合優勝を含め、パノスが8レース中6レースでクラス優勝した。これにより、コンストラクターズ、チームタイトルを獲得した。
ヨーロッパのFIA GT選手権では、DAMSも去年より強力だった。メルセデス・ベンツ・CLK-GTR、CLK-LMとは競えなかったが、ポルシェ・911 GT1とは競うことができ、10ラウンド中7ラウンドでポイントを獲得し、ホッケンハイムリンクとディジョン・プレノワで3位という好成績を出した。この成功により、DAMSはチームランキングで5位になった。
デビッドプライスレーシングはシーズンを通してGTR-1 Q9をテストし、ル・マン24時間レース、テストデーに初出場した。残念ながらこの車は、パノスの2台のファクトリーマシンに大きく遅れをとって、39番目のタイムしか達成できなかった。ハイブリッドシステムを実行するために必要なバッテリーを追加し、車重が増し速度が低下していることがわかった。したがって、ル・マンに参戦する計画はキャンセルされた。その後、IMSA GT選手権のスケジュールの一部になった、1998年のプチ・ル・マンで登場した。車は総合12位でフィニッシュした。この後、GTR-1 Q9プロジェクトはキャンセルされた。
一方、パノスのファクトリーチームは自社の2台の車でル・マン24時間レースに参戦。1台はフィニッシュできまなかったが、2台目は総合優勝のポルシェから16周遅れて総合7位でフィニッシュした。

### 1999年
エスペラントGTR-1は、1998年に大きな成功を収めたがパノスはGT1カーが、トヨタ・GT-Oneのように、ロードカーとの類似点がないマシンになりつつあることを認識していた。そのため、パノスはエスペラントGTR-1ではそのような車に対抗できないと判断し、マシンをル・マン・プロトタイプクラスに移行する決定をした。また、FIA GT選手権がGT1クラスの廃止を決定し、エスペラントGTR-1がヨーロッパでレースできなくなったことも関係した。
そのため、新型のパノス・LMP-1 ロードスターSの開発が進行中、パノスは新たに始まった、アメリカン・ル・マン・シリーズにGTR-1で参戦。2台のGTR-1がセブリング12時間レースを走ったが、どちらもリタイヤだった。次戦ロード・アトランタでは、新型のLMP-1がデビューし、またGTR-1も走ったがリタイヤだった。次のラウンドでは、2台目のLMP-1が完成したため、GTR-1は参戦終了した。
LMP-1ロードスターSのベースは、エスペラントGTR-1の設計と同じく、フロントエンジンレイアウトと大きなノーズを使用している。したがって、LMP-1ロードスターSは屋根が取り外されたエスペラントGTR-1であることがわかる。車は実際に同じシャーシを共有している。

### 引退へ

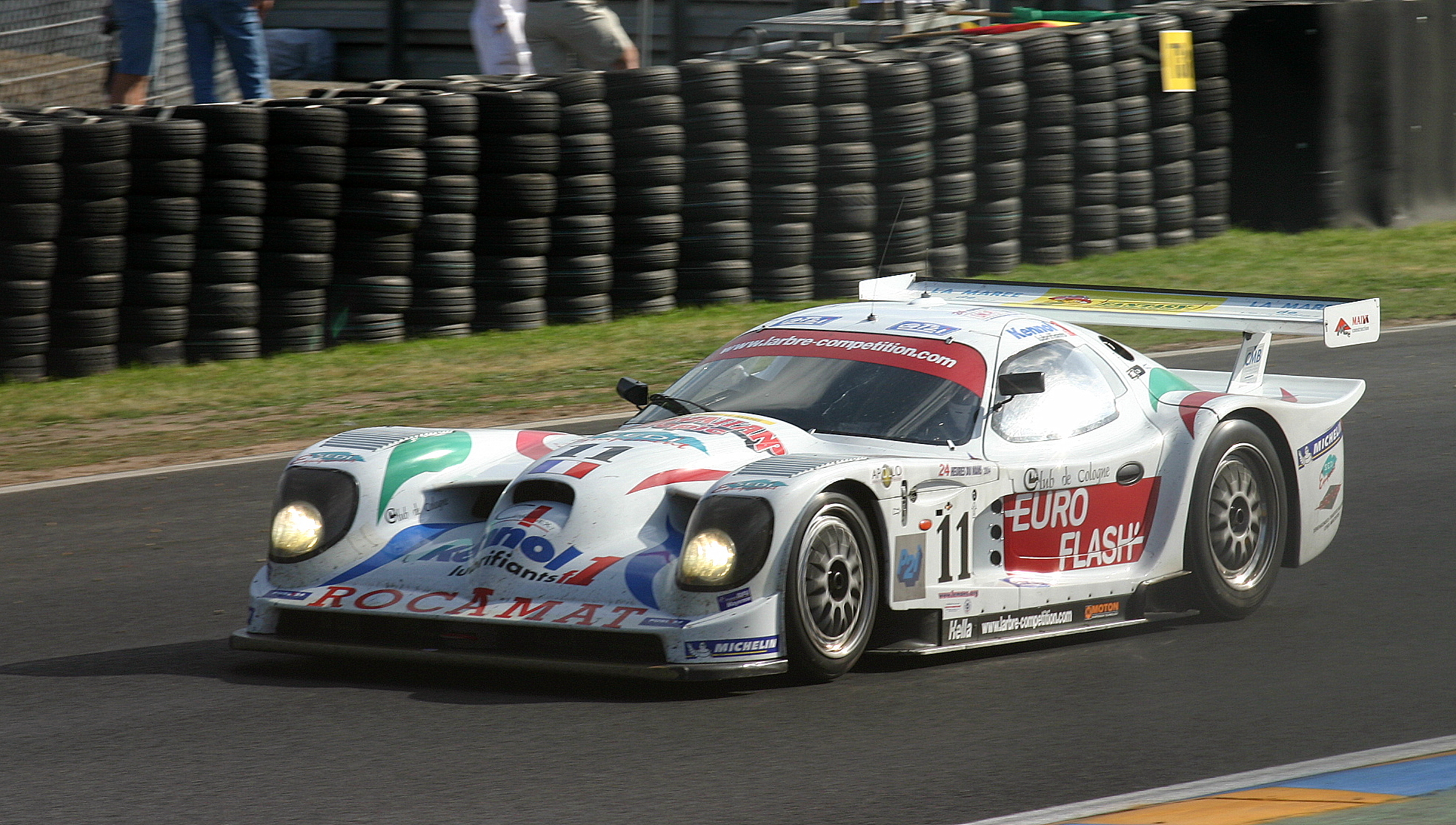
パノス・GTP (2004年ル・マン24時間レース)

2003年、パノスはシャーシ＃003（以前はデビッド・プライス・レーシングが使用）を復活させ、クローズドコックピットのル・マン・プロトタイプとして走らせることを決定した。マシンはル・マン1000kmに参戦、ファクトリーのJMLチームによって運営された。残念ながら、電子機器のトラブルで車は完走できなかった。
このレースに続いて、車はフランスのチーム、ラルブル・コンペティションによって購入され、さらに改造されクラス変更を反映した、パノス・GTPに名前が変更された。マシンは2004年のセブリング12時間レースでデビューし、総合9位でフィニッシュした。その後、ル・マン24時間レースに出場したが、早い段階でリタイヤした。そして、スパ・フランコルシャンで開催されたル・マン・シリーズの最終戦に参戦し、総合14位になった。マシンは2004年シーズン後に引退した。その後パノスは、エスペラント GT-LMを製作、GT2マシンに切り替えた。